# ژوزه تورس
ژوزه تورس (پرتغالی: José Torres; ۸ سپتامبر ۱۹۳۸ – ۳ سپتامبر ۲۰۱۰) بازیکن و مربی فوتبال اهل پرتغال بود.
از باشگاه‌هایی که در آن بازی کرده‌است می‌توان به باشگاه ورزشی اشتوریل پرایا، باشگاه ورزشی بنفیکا و باشگاه فوتبال ویتوریا ستوبال اشاره کرد.
وی همچنین در تیم ملی فوتبال پرتغال بازی کرده‌است.